# Jerry Sloan
Jerry Sloan, właśc. Gerald Eugene Sloan (ur. 28 marca 1942 w McLeansboro, zm. 22 maja 2020 w Salt Lake City) – amerykański koszykarz, występujący na pozycji obrońcy, późniejszy trener Chicago Bulls oraz Utah Jazz. Członek Basketball Hall of Fame, jako trener.
Przyczyną jego śmierci były powikłania związanie z chorobą Parkinsona i otępienie z ciałami Lewy’ego zdiagnozowane w 2016 roku.

## Osiągnięcia

### Zawodnicze
NCAA
- 2-krotny mistrz NCAA Dywizji II (1964, 1965)
- Uczestnik rozgrywek Elite Eight turnieju NCAA Dywizji II (1963)
- MVP turnieju NCAA Dywizji II (1964, 1965)
- Drużyna Evansville Aces zastrzegła należący do niego numer 52[4]

NBA
- Uczestnik meczu gwiazd:
  - NBA (1967, 1969)[5]
  - Legend NBA (1988)[6]
- Wybrany do:
  - I składu defensywnego NBA (1969, 1972, 1974, 1975)[7]
  - II składu defensywnego NBA (1970, 1971)[7]
- Klub Chicago Bulls zastrzegł należący do niego w numer 4[8]

### Trenerskie
- 2-krotny wicemistrz NBA (1997-98)[9]
- Mistrz olimpijski – jako asystent trenera (1996)[10]
- Klub Utah Jazz zastrzegł na jego cześć numer 1223 (liczba zwycięstw odniesionych z Jazz na stanowisku głównego trenera)
- Członek Koszykarskiej Galerii Sław (Naismith Memorial Basketball Hall Of Fame – 2009)[11]